# خاندان اینبه

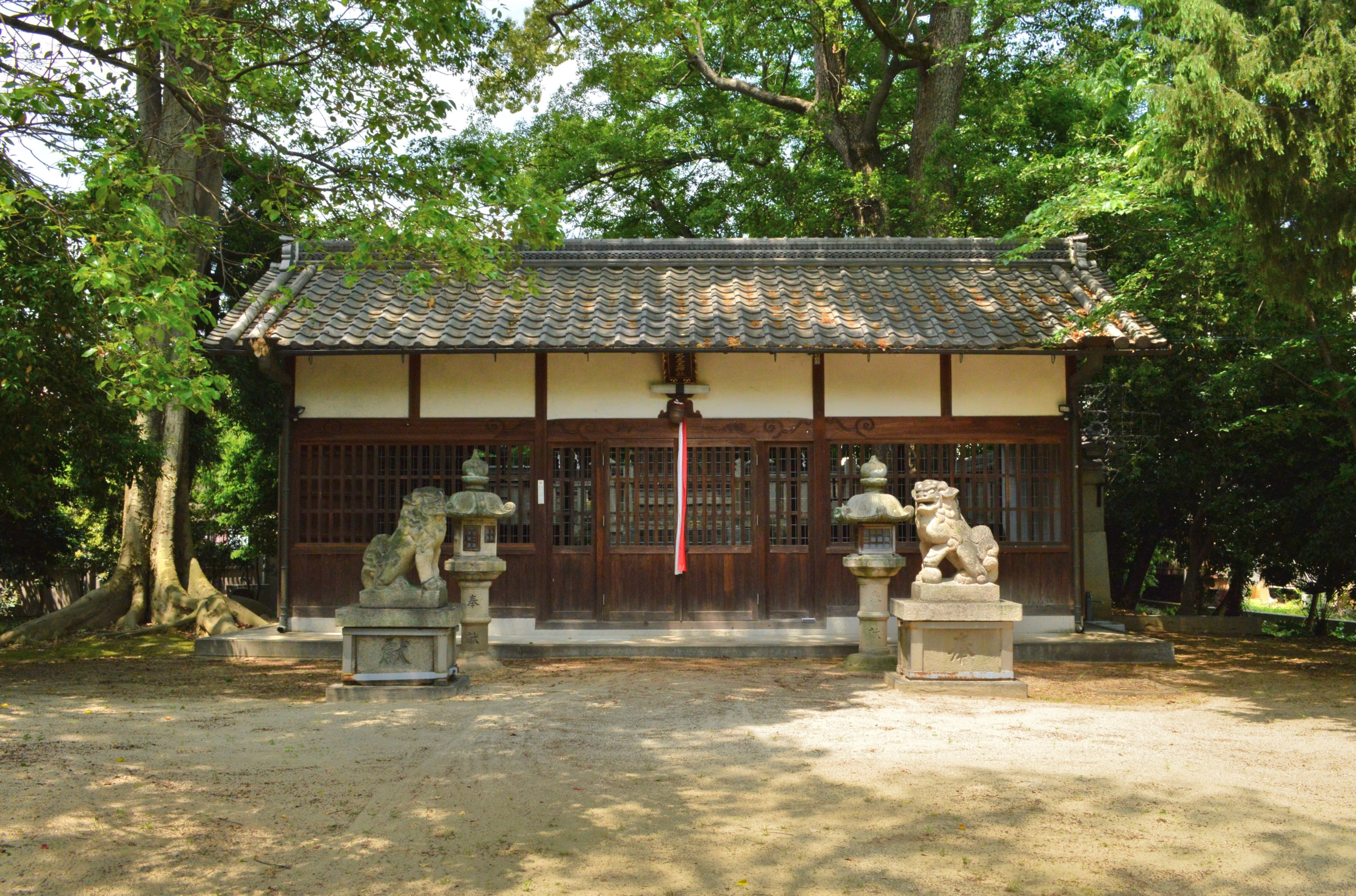
معبد فوتوتاما در استان نارا، شهر کاشیهارا، نارا

خاندان اینبه (به ژاپنی: 忌部氏 いんべうじ)/ (به ژاپنی: 斎部氏) یک خاندان قدیمی ژاپنی بود. در کتاب‌های تاریخی کوجیکی، نیهون شوکی و کوگوشویی از یک ایزد اسطوره‌ای بنام فوتوتاما سخن رفته است. بنا بر داستان‌ها بنیان‌گذار خاندان «اینبه فوتوتاما» بوده‌است. احتمالاً آغاز خاندان اینبه به نیمه دوم قرن پنجم یا نیمه اول قرن ششم بر می‌گردد. بنا بر فرضیه‌ها خاندان اودا یک شاخه از این خاندان بوده‌است.